# José David de Gea
José David de Gea (Cehegín, Región de Murcia, 9 de diciembre de 1977) es un expiloto de motociclismo del Campeonato del Mundo de Motociclismo.

## Biografía
Participó en el Mundial de motociclismo muchas temporadas 1995-2006, compitiendo en todas las categorías. Debutó como piloto invitado en el Gran Premio de Europa de 1995 de 125 cc. En 2001 consiguió su único podio Gran Premio de los Países Bajos de 250cc, después de empezar el 18.º en la parrilla, que coincide con el único podio de Yamaha en la categoría media.
También estuvo presente en el Campeonato Mundial de Supersport de 1999 con el equipo Ten Kate Racing y en las ediciones de 2002 y 2008, así como en dos apariciones. en 2006 con la moto CBR1000RR del equipo Honda BQR. También participó en varias ediciones del Campeonato de España de Velocidad, ganándolo cuatro veces en la clase Fórmula Extreme (2003, 2005, 2006 y 2007).

## Resultados

### Campeonato del Mundo de Motociclismo
Sistema de puntuación de 1993 hasta 2022:
| Posición | 1.º | 2.º | 3.º | 4.º | 5.º | 6.º | 7.º | 8.º | 9.º | 10.º | 11.º | 12.º | 13.º | 14.º | 15.º |
| Puntos   | 25  | 20  | 16  | 13  | 11  | 10  | 9   | 8   | 7   | 6    | 5    | 4    | 3    | 2    | 1    |

#### Carreras por año
| Año  | Cat.   | Moto        | 1       | 2       | 3       | 4      | 5      | 6       | 7       | 8       | 9       | 10      | 11      | 12     | 13      | 14      | 15      | 16      | 17    | Pts. | Pos. |
| ---- | ------ | ----------- | ------- | ------- | ------- | ------ | ------ | ------- | ------- | ------- | ------- | ------- | ------- | ------ | ------- | ------- | ------- | ------- | ----- | ---- | ---- |
| 1995 | 125cc  | Honda       | AUS -   | MAL -   | JAP -   | SPA -  | ALE -  | ITA -   | NED -   | FRA -   | GBR -   | CZE -   | RÍO -   | ARG -  | EUR 16  |         |         |         |       | 0    | -    |
| 1996 | 500cc  | Honda       | MAL Ret | IDN Ret | JAP -   | ESP -  | ITA -  | FRA -   | NED -   | ALE -   | GBR -   | AUT -   | CZE -   | IMO -  | CAT -   | RÍO -   | AUS -   |         |       | 0    | -    |
| 1997 | 250cc  | Yamaha      | MAL -   | JAP -   | ESP -   | ITA -  | AUT -  | FRA -   | NED -   | IMO -   | ALE -   | RÍO -   | GBR -   | CZE -  | CAT Ret | IDN -   | AUS -   |         |       | 0    | -    |
| 1999 | 500cc  | Modenas KR3 | MAL -   | JAP -   | ESP -   | FRA -  | ITA -  | CAT -   | NED -   | GBR -   | ALE 15  | CZE Ret | IMO Ret | VAL 14 | AUS 13  | RSA 20  | RÍO 14  | ARG Ret |       | 8    | 23.º |
| 2000 | 500cc  | Modenas KR3 | RSA 15  | MAL 14  | JAP 15  | ESP 12 | FRA 16 | ITA Ret | CAT 8   | NED 14  | GBR -   | ALE -   | CZE -   | POR -  | VAL 11  | RÍO -   | PAC -   | AUS -   |       | 23   | 17.º |
| 2001 | 250cc  | Yamaha      | JAP Ret | RSA Ret | ESP Ret | FRA 18 | ITA 13 | CAT 21  | NED 3   | GBR 17  | ALE Ret | CZE 19  | POR 13  | VAL 15 | PAC Ret | AUS Ret | MAL 20  | RÍO 15  |       | 24   | 19.º |
| 2003 | MotoGP | Harris WCM  | JAP -   | RSA -   | ESP -   | FRA -  | ITA -  | CAT -   | NED -   | GBR Ret | ALE 20  | CZE Ret | POR 22  | RÍO 19 | PAC 19  | MAL Ret | AUS Ret | VAL 20  |       | 0    | -    |
| 2004 | MotoGP | Harris WCM  | RSA -   | ESP -   | FRA -   | ITA -  | CAT -  | NED -   | RÍO Ret | ALE -   | GBR -   | CZE -   | POR -   | JAP -  | QAT -   | MAL -   | AUS -   | VAL -   |       | 0    | -    |
| 2004 | 250cc  | Honda       | RSA -   | ESP -   | FRA -   | ITA -  | CAT -  | NED -   | RÍO Ret | ALE -   | GBR -   | CZE -   | POR -   | JAP -  | QAT 15  | MAL 17  | AUS 14  | VAL 11  |       | 8    | 27.º |
| 2006 | 250 cc | Yamaha      | ESP -   | QAT -   | TUR -   | CHN -  | FRA -  | ITA -   | CAT -   | NED -   | GBR -   | ALE -   |         | CZE -  | MAL -   | AUS -   | JAP Ret | POR 14  | VAL 9 | 9    | 24.º |

| Color     | Resultado                                                               |
| --------- | ----------------------------------------------------------------------- |
| Oro       | Ganador                                                                 |
| Plata     | 2.ª plaza                                                               |
| Bronce    | 3.ª plaza                                                               |
| Verde     | Finalizó en los puntos                                                  |
| Azul      | Finalizó sin puntos                                                     |
| Azul      | NC - No clasificado                                                     |
| Violeta   | Ret - No terminó (Carrera)                                              |
| Rojo      | DNQ - No se clasificó                                                   |
| Negro     | DSQ - Descalificado                                                     |
| Blanco    | DNS - No empezó (carrera)                                               |
| Blanco    | WD - Retirado (fin de semana)                                           |
| Blanco    | C - Carrera cancelada                                                   |
| Sin color | DNP - Inscrito pero no participó                                        |
| Sin color | INJ - Lesionado                                                         |
| Sin color | EX - Excluido                                                           |
| Estado    | Resultado                                                               |
| Negrita   | Pole position                                                           |
| Cursiva   | Vuelta rápida                                                           |
| †         | Abandona, pero clasifica al completar el porcentaje requerido para ello |

### Mundial de Superbikes

#### Carreras por año
(Carreras en negrita indica pole position, carreras en cursiva indica vuelta rápida)
| Año  | Marca  | 1     | 1     | 2     | 2     | 3      | 3      | 4     | 4     | 5     | 5     | 6     | 6     | 7     | 7     | 8     | 8     | 9     | 9     | 10    | 10    | 11    | 11    | 12    | 12    | Pts. | Pos. |
| Año  | Marca  | R1    | R2    | R1    | R2    | R1     | R2     | R1    | R2    | R1    | R2    | R1    | R2    | R1    | R2    | R1    | R2    | R1    | R2    | R1    | R2    | R1    | R2    | R1    | R2    | Pts. | Pos. |
| ---- | ------ | ----- | ----- | ----- | ----- | ------ | ------ | ----- | ----- | ----- | ----- | ----- | ----- | ----- | ----- | ----- | ----- | ----- | ----- | ----- | ----- | ----- | ----- | ----- | ----- | ---- | ---- |
| 2006 | Yamaha | QAT - | QAT - | AUS - | AUS - | ESP 14 | ESP 19 | ITA - | ITA - | EUR - | EUR - | RSM - | RSM - | CZE - | CZE - | GBR - | GBR - | NED - | NED - | ALE - | ALE - | ITA - | ITA - | FRA - | FRA - | 2    | 31.º |